# 40. pr. n. št.
40. pr. n. št. je šesto desetletje v 1. stoletju pr. n. št. med letoma 49 pr. n. št. in 40 pr. n. št.. 

## Dogodki
Pomembne osebnosti
- Kleopatra VII., egipčanska faraonka (70/69 - 30 pr. n. št., vladala 51 - 30 pr. n. št.).